# Pollenia aurantifulva
Pollenia aurantifulva är en tvåvingeart som beskrevs av Feng 2004. Pollenia aurantifulva ingår i släktet vindsflugor, och familjen spyflugor. Inga underarter finns listade i Catalogue of Life.